# کیهنیو
کیهْنیو (به فنلاندی: Kihniö) یک منطقهٔ مسکونی در فنلاند است که در پیرکانما واقع شده‌است.

## خواهرخوانده
شهر دهستان پایوسی خواهرخواندهٔ کیهنیو هست.